# Husa Transportation Railway Service

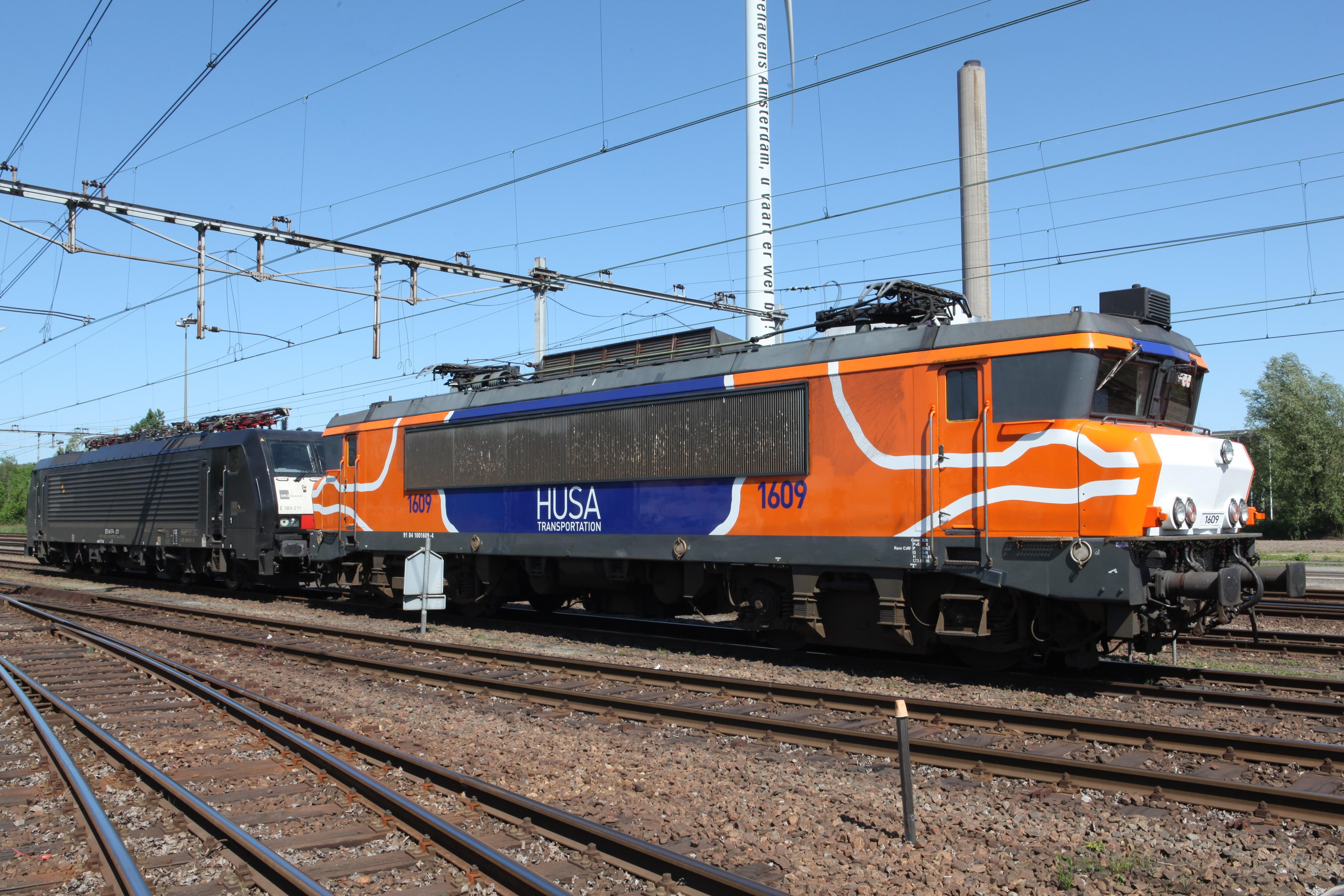
Loc 1609 in HUSA-kleuren.

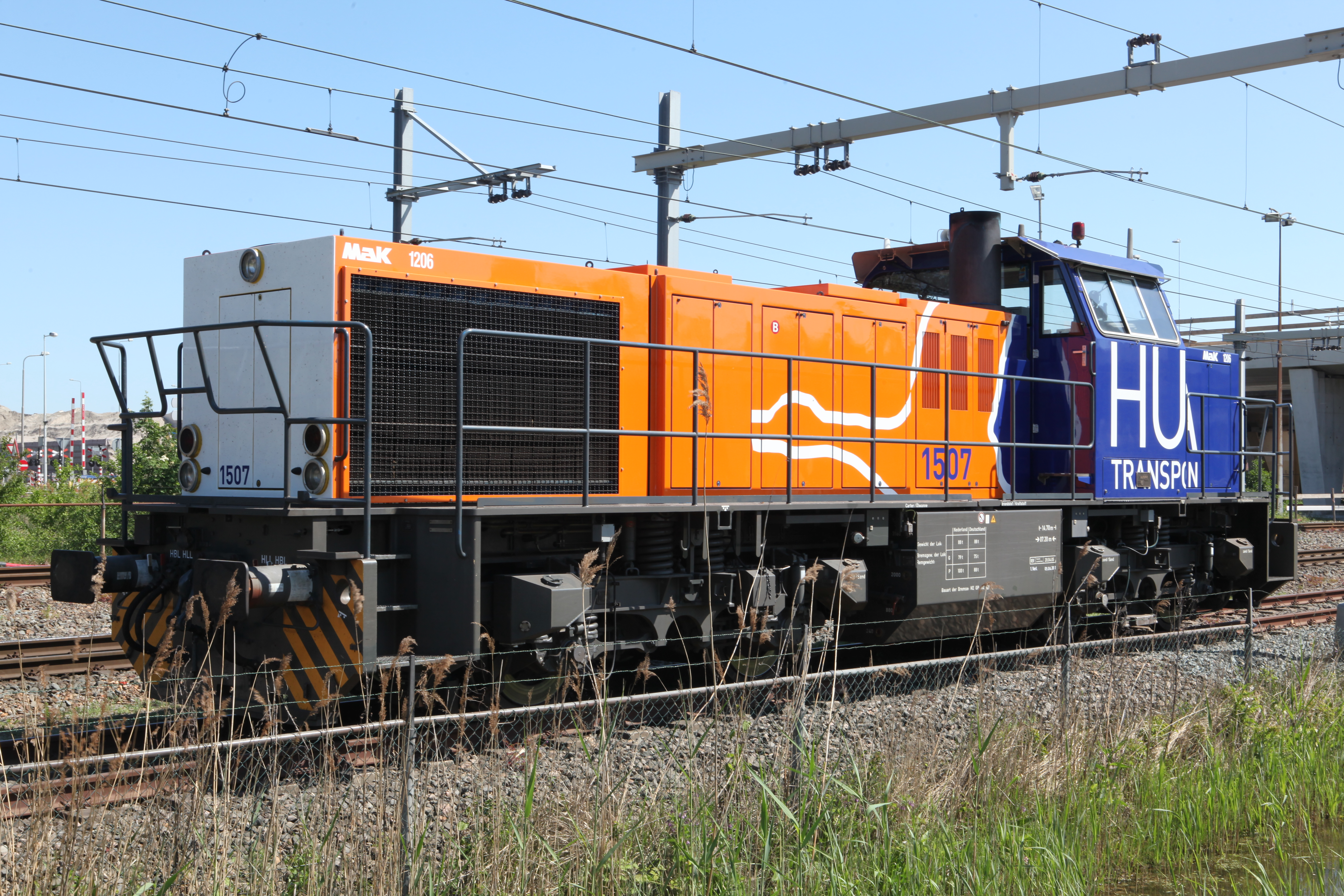
Loc 1506 in HUSA-kleuren.

Husa Transportation Railway Service (HTRS) was een Nederlandse particuliere railgoederenvervoerder, onderdeel van investeringsmaatschappij Husa Capital Group.

## Geschiedenis
Het bedrijf werd in 1989 opgericht als ACTS ten behoeve van het Afzet Container Transport Systeem. In maart 1998 begon ACTS met het zelfstandig uitvoeren van treindiensten. Hiermee was de maatschappij de eerste concurrent in Nederland voor NS Cargo. In 1999 werden dertien locomotieven gekocht in België, Duitsland en Nederland. De Nederlandse locomotieven waren van de ex-NS serie 1200. Deze serie werd door twee spoorwegbelangstellenden van de sloop gered. NS wilde alle 1200 locomotieven direct laten slopen, maar dankzij de mededingingswet lukte het om een aantal 1200'en voor ACTS te behouden.
Tevens werden toen 76 containerdraagwagens aangeschaft, waarmee voor Vos Logistics de eerste containershuttles werden gereden van de Rotterdamse havens naar Leeuwarden en Veendam. In de jaren die volgden groeide ACTS uit tot de grootste particuliere railgoederenvervoerder van Nederland. Sinds 2004 nam Rob van Gansewinkel deel aan ACTS. Eind 2010 werd Husa Railway Services volledig eigenaar van ACTS en in 2011 werd het bedrijf omgedoopt tot Husa Transportation - Railway Services (HTRS).
Op 3 januari 2014 kondigde ondernemer Rob van Gansewinkel aan per 1 februari 2014 te stoppen met het rijden van treinen. De activiteiten in Nederland werden ontmanteld en de contracten overgedragen aan bestaande bedrijven. De activiteiten in Duitsland werden verkocht.

## Vervoersactiviteiten
HTRS reed bij de beëindiging van de activiteiten de volgende container / huckepack-treinen:
- Maasvlakte – Blerick (22x per week) (Overgegaan naar RTB Benelux per 01 april 2013)
- Waalhaven – Venlo (– Mortara) (5x per week) (Overgegaan naar SBB Cargo International)
- Botlek – Offenburg (– Bologna) (6x per week) (Overgegaan naar Crossrail Benelux / Locon Benelux)
- Maasvlakte – Straatsburg (2x per week) (Overgegaan naar Locon Benelux)
- Waalhaven – Gallarate / Busto Ariszo (6x per week) (SBB Cargo tractie) (Overgegaan naar SBB Cargo International)
- Amsterdam Houtrakpolder – Berlin Westhafen (1x per week) (Overgegaan naar Locon Benelux)

- HTRS reed de volgende vuilnistreinen met een vaste frequentie van 4 maal per week:
  - Haarlem – Amsterdam Houtrakpolder (Overgegaan naar Rail Feeding)

- HTRS reed tevens:
  - (Hermalle-sous-Huy) – Sittard – Veendam (3x per week, dolime) (Overgegaan naar Rail Feeding)
  - Dillingen – Sloehaven (6x per week, Ford auto's) (Overgegaan naar DB Schenker Rail Nederland)

## Klanten en samenwerkende partijen
Veel vervoer door HTRS was voor operators die net als HTRS onder de Husa Transportation Group vallen. Het ging hierbij om de huckepack / containertreinen van / naar Mortara in opdracht van Shuttlewise B.V. en de containertreinen van / naar Veendam van HUSA Logistics. Tevens verzorgde HRTS het vervoer voor SBB Cargo Deutschland GmbH in Nederland. Het ging hierbij om licentie, personeel en eventueel rangeerwerk.

## Tractie
| Aanduiding | Type         | Lease maatschappij | In dienst bij HRTS |
| ---------- | ------------ | ------------------ | ------------------ |
| 1606       | NS 1600      | Railmotion         | 18 augustus 2008   |
| 1609       | NS 1600      | Railmotion         | 11 augustus 2008   |
| 1619       | NS 1600      | Railmotion         | 11 augustus 2008   |
| 1621       | NS 1600      | Railmotion         | 20 februari 2010   |
| 1043       | G 2000 BB-3  | ATC                | 7 juli 2009        |
| 500 1607   | G 2000 BB    | MRCE               | 25 november 2009   |
| 1446       | G 2000 BB    | ATC                | 2011               |
| 1506       | G 1206       | ATC                | 2005               |
| 1798       | G 1206       | MRCE               | 2010               |
| 7101       | G 1206       | MRCE               | 2010               |
| 7105       | G 1206       | ATC                | 2006               |
| 7106       | G 1206       | MRCE               | 2008               |
| 7107       | G 1206       | MRCE               | 2006               |
| 7108       | G 1206       | ATC                | 2008               |
| 7109       | G 1206       | ATC                | 2008               |
| 7110       | G 1206       | MRCE               | 2010               |
| 653-05     | Class 66     | MRCE               | december 2011      |
| 189 092    | Baureihe 189 | MRCE               | januari 2012       |
| 189 096    | Baureihe 189 | MRCE               | 2008               |
| 189 211    | Baureihe 189 | MRCE               | 2011               |
| 189 282    | Baureihe 189 | MRCE               | 2011               |
| 189 287    | Baureihe 189 | MRCE               | 2011               |